# Colin Reitz
Colin Robert Reitz (* 6. April 1960 in London) ist ein ehemaliger britischer Hindernisläufer.
Bei den Leichtathletik-Weltmeisterschaften 1983 gewann Reitz hinter dem Deutschen Patriz Ilg und dem Polen Bogusław Mamiński die Bronzemedaille im Hindernislauf. Außerdem nahm er zweimal an Olympischen Spielen teil. 1980 in Moskau schied er in der Halbfinalrunde aus, 1984 in Los Angeles belegte er im Finale den fünften Rang. Bei den Leichtathletik-Europameisterschaften 1986 in Stuttgart wurde Reitz Vierter, bei den Leichtathletik-Weltmeisterschaften 1987 in Rom scheiterte er dagegen bereits in der Vorrunde.
Colin Reitz ist 1,86 m groß und hatte ein Wettkampfgewicht von 73 kg. Er startete für den Newham & Essex Beagles Athletic Club.

## Bestleistungen
- 3000 m Hindernis: 8:12,11 min, 5. September 1986, Brüssel